# Eyes of a Stranger
Eyes of a Stranger (Los ojos de un extraño y en Argentina: Ojos Asesinos). Es una película de producción estadounidense de 1981 dirigida por Ken Wiederhorn y protagonizada por Lauren Tewes y Jennifer Jason Leigh. Su trama sigue a una presentadora de noticias en Miami que sospecha que su vecino puede ser un violador y asesino en serie local. Cuenta con efectos de maquillaje de Tom Savini.

## Sinopsis
Jane, una presentadora de noticias en Miami, informa sobre la última víctima de un asesino en serie y violador. En su noticiero, insta a las mujeres de la ciudad a tener precaución. Esa misma noche, Debbie, una camarera en un bar local, recibe llamadas telefónicas amenazantes. Ella informa de las llamadas a la policía, que accede a enviar un investigador por la mañana. Su novio, Jeff, llega, sorprendiéndola. Poco después, el asesino, un hombre llamado Stanley Herbert, se infiltra en el apartamento, decapita a Jeff antes de violar y estrangular a Debbie hasta la muerte. 
Mientras tanto, Jane vive con su hermana adolescente, Tracy, a quien cuida; Tracy es ciega y sordomuda, debido a un trastorno de conversión como resultado de haber sufrido una violación por parte de un abusador de niños cuando era una niña. Mientras estaciona en el garaje de su torre de apartamentos, Jane observa a Stanley deshacerse de una camisa y un cinturón manchados de sangre. Más tarde esa noche, Jane consulta a la administración del edificio y afirma que golpeó el auto de Stanley, lo que los obligó a darle su nombre; le informan que él reside en la torre frente a la de ella. La misma noche, Anette, una secretaria local, recibe llamadas amenazantes de Stanley mientras está sola en su edificio de oficinas. Posteriormente, Stanley la asesina, quien la ha estado esperando dentro de su automóvil.
Jane le confía a su novio abogado, David, que fue testigo de cómo Stanley se deshizo de la camisa y el cinturón, y lo sospecha de las violaciones y asesinatos; sin embargo, David le informa que esta evidencia es meramente circunstancial. El mismo día, Stanley se deshace del cuerpo de Annette en un pozo de grava, pero una pareja estacionada en un automóvil cercano lo nota. Stanley apuñala al hombre hasta matarlo antes de cortarle la garganta a la mujer. Cuando Stanley regresa al edificio de apartamentos, Jane observa que sus ruedas están cubiertas de barro. A la mañana siguiente, cuando Jane se entera de que se encontraron los tres cuerpos en el pozo de grava, inspecciona el auto de Stanley y lo encuentra recién lavado. Decidida a encontrar pruebas que impliquen a Stanley, Jane roba las llaves de su apartamento de un armario de mantenimiento. Una vez dentro, encuentra zapatos cubiertos de barro en el armario de Stanley. Cuando Stanley regresa momentos después, Jane toma uno de los zapatos y evade a Stanley trepando por su balcón exterior, cayendo al porche de abajo. Jane le da el zapato a David, quien se lo da a un investigador para que lo pruebe.
Posteriormente, Jane entrevista a una de las amigas de Annette, quien le informa que Annette había observado música extraña sonando de fondo en las llamadas anónimas que recibió poco antes de su muerte. Jane sospecha que un reloj cucú que vio en el apartamento de Stanley es el responsable de la extraña música que escuchaba Anette. Jane, enfurecida, llama a Stanley de forma anónima, lo insulta, lo llama "fanático del teléfono" y le dice que se entregue. Nervioso, Stanley sale de su apartamento y visita un club de estriptis, donde descarga su agresión asesinando a una de las bailarinas. .
A la mañana siguiente, mientras cubría las violaciones y asesinatos en serie, Jane describe al culpable como un "fanático de los teléfonos"; Stanley es testigo del noticiero y se da cuenta de que fue ella quien lo llamó la noche anterior. Stanley comienza a acechar el apartamento de Jane, observando su ventana desde su propio edificio al otro lado del patio. Esa noche, Jane observa que el apartamento de Stanley está oscuro y decide ir a inspeccionar el reloj cucú. Desde afuera en su automóvil, Stanley ve a Jane entrar a su apartamento y luego se dirige al de ella. Una vez dentro del apartamento de Jane, Stanley comienza a mover muebles para jugar con Tracy y procede a asesinar a su perro de servicio. Él procede a acariciarla y besarla, lo que desencadena recuerdos de la violación de Tracy. Se produce una pelea, durante la cual Tracy rompe una cafetera en la cabeza de Stanley. Ella procede a esconderse en un armario, pero Stanley la encuentra. Cuando él intenta atacarla, su vista regresa repentinamente y lo incapacita dándole un rodillazo en la ingle.
Mientras tanto, desde el interior del apartamento de Stanley, Jane ve a Stanley en el suyo y regresa corriendo. Enfrentada a Stanley, Tracy descubre la pistola de Jane en su mesita de noche y logra dispararle a Stanley en el abdomen. Tracy deja caer el arma, asumiendo que Stanley está muerto, pero él la ataca de nuevo e intenta estrangularla en el baño. Jane llega y le dispara a Stanley en la cabeza, matándolo. Las dos hermanas se abrazan y Jane se da cuenta de que la vista, el oído y la capacidad de hablar de Tracy han regresado.

## Reparto
- Lauren Tewes - Jane
- Jennifer Jason Leigh - Tracy
- John DiSanti - Stanley Herbert
- Peter DuPre - David
- Gwen Lewis - Debbie
- Kitty Lunn - Annette
- Timothy Hawkins - Jeff
- Ted Richert - Roger England
- Toni Crabtree - Mona
- Robert Small - Dr. Bob (Bob Small)
- Stella Rivera - La bailarina
- Dan Fitzgerald - El camarero
- Jose Bahamonde - Jimmy (José Bahamande)
- Luke Halpin - El editor de cintas
- Ru Flynn - La mujer en el auto (Rhonda Flynn)

## Comentarios
En Argentina el filme se estrenó en octubre de 1981, bajo el nombre Ojos asesinos.

## Críticas
La revista Gente de Buenos Aires, en su edición del 29 de octubre de 1981 comentó negativamente la película: "Es una de esas películas que parecen calcadas de la crónica policial: "El sátiro del teléfono y su enésima víctima". El sádico en cuestión es un corpulento e inofensivo ciudadano que se desmaya de gusto cada vez que emite risitas y amenazas telefónicas. Por ahí aparece una periodista que se mete a detective y una hermanita menor ciega sorda y muda. Todo es tan raído, tan sabido de antemano y de un infantilismo como hacía rato no se veía en las pantallas. El director Ken Wiederhorn intentó hacer un film de terror. Logró un producto que asusta menos que un trencito fantasma. CONSEJO: Si de casualidad pasa por el cine y ve los afiches, cambie de vereda."